# 伏見荘
伏見荘（ふしみのしょう）は、日本の平安時代後期から戦国時代にかけて、山城国伏見一帯にあった荘園である。伏見御領とも。室町時代には伏見宮家が領主であり、中世後期を代表する荘園のひとつとして知られている。伏見宮貞成親王の日記である『看聞日記』によって、室町時代の荘園の様子がよく伝わっている。

## 特徴
現在の京都市伏見区桃山一帯にあった。室町時代には伏見宮家の本領であり、いわゆる名字荘園とされる。
史料上の初見は永暦元年（1160年）。
荘域には後に伏見九郷と呼ばれた郷村があった。九郷を構成した村については、荘園の中心となった石井（いわい）村や即成院村のほか、山村・舟津村・法安寺村・北内村・北尾村・久米村・森村が比定されているが、一次史料である『看聞日記』で確認できる村は六ヵ村とされる。また、近世以降に見える伏見九郷の村が、実際に中世伏見荘にあったかについても疑義が持たれている。その他、いわゆる伏見九郷に含まれる村以外に「くほ」や「芹河村」という集落の名称も確認されている。各村の紐帯は強く、他の荘園や村落の間で紛争などが起こった際には、連合し対応することもあった。また、荘園鎮守として御香宮があり、祭礼や猿楽、犯罪が発生した際の湯起請などが行われていた。

## 沿革

### 平安 - 鎌倉時代
11世紀中頃に、藤原頼通の子橘俊綱が営んだ山荘を中核として形成された。俊綱は伏見寺を建立しており、同寺は後の即成院になったとされる。一説には伏見山の南麓にあったと言われているが、後に桃山御陵（明治天皇陵）が造営されたために具体的な場所は不明となってしまっている。
俊綱の没後に遺族が伏見の地を白河院に寄進してその領家となるが、子孫が絶えたために本所である白河院の判断によって源有仁（白河院甥）が相続し、有仁もまた子供がいなかったために頌子内親王と相伝された。なお、美川圭は伏見荘全てが源有仁が継いだわけではなく、一部が鳥羽院を経て頌子内親王に相伝されたことで有仁の没後にその所領も頌子が継承することになったとする説を唱えている。頌子内親王は平範家に同荘を支配させたが、範家が知行した荘民などは他領に乱妨を行っている。その後、頌子内親王は後白河院に同荘を寄進したことで、伏見荘は長講堂領として伝領されることとなった。
なお、伏見荘の東隣には、摂関家の菩提寺と言える浄妙寺に隣接していたため、その境界を巡ってたびたび紛争が発生した。

### 南北朝 - 室町・戦国時代

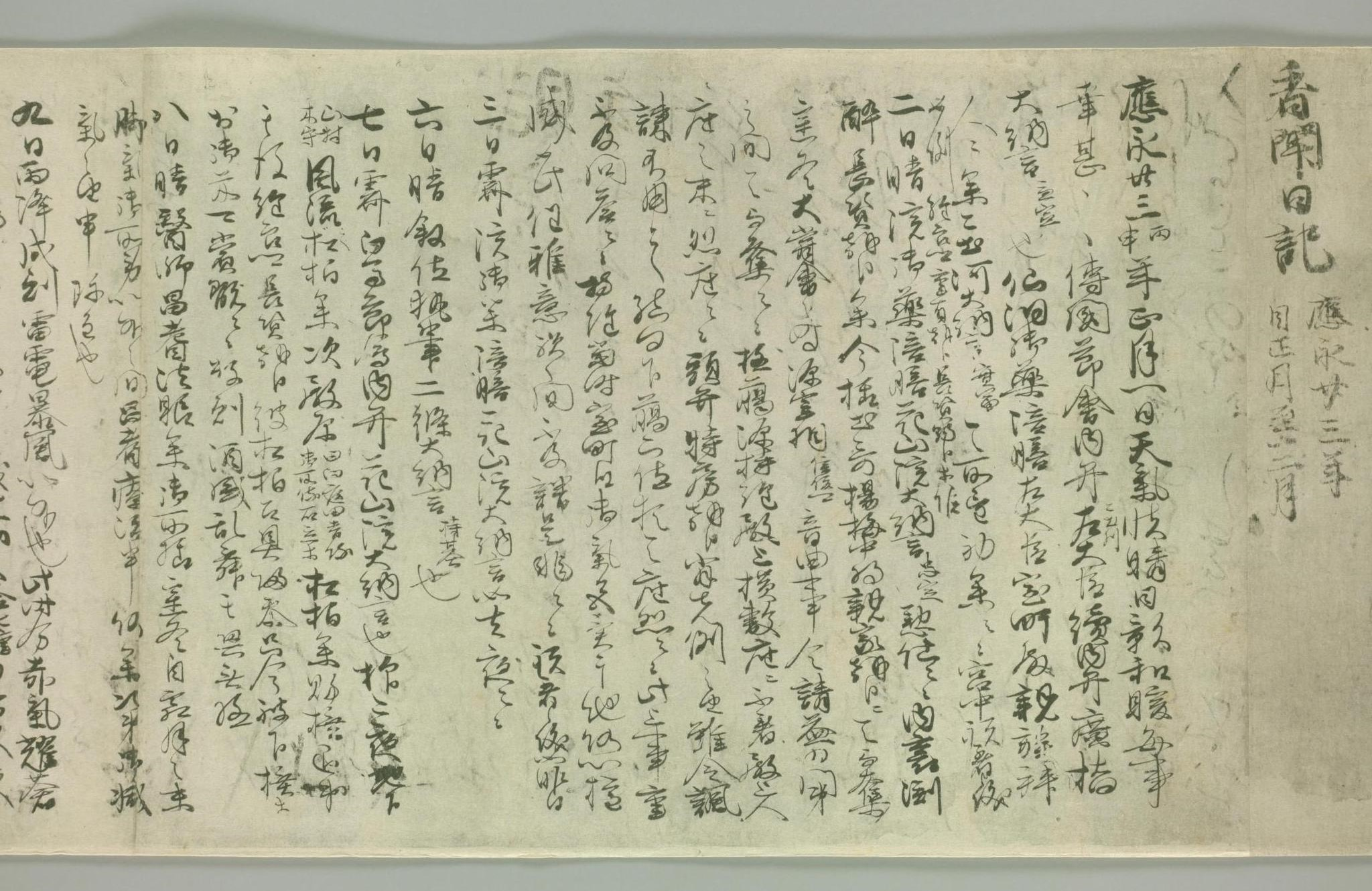
『看聞日記』。画像は応永23年（1416年）正月冒頭部分。

南北朝時代に入っても、同荘は長講堂領に含まれ、持明院統の経済的基盤となった。北朝の崇光天皇は長講堂領を伝領したが、結局その子である栄仁親王（貞成親王父）は相伝されなかった。背景には、持明院統内における後光厳院流との対立が指摘され、長講堂領以下全持明院統の所領は「親王践祚あらば直に御相続あるべし。もししからずば禁裏御管領あるべし（栄仁親王が践祚したら直ちに管領するべきであるが、もしそうでないならときの天皇が管領するように）」という亡き光厳法皇の取り決めに基づいて後小松天皇に渡っていた。一方の伏見荘について光厳法皇は、置文で次のように定めていた。
こうして伏見荘は、長講堂領から切り離されて大光明寺に寄進された上で、崇光上皇の子孫（すなわち伏見宮家）が管領することとなった。しかし、応永5年（1398年）には、足利義満の意向によって一時的に伏見宮家を離れた。ただし、先掲の置文によって、応永6年には同家に戻っている。
15世紀に入ると、伏見荘についての記録がよく残されている。これは栄仁親王息の貞成親王が、『看聞日記』と呼ばれる日記に、同荘やそこに住む荘民の様子を書き残していたためである。貞成の伏見御所は、現在JR桃山駅がある地の南東にあったとされる。
戦国時代には荒廃し、豊臣秀吉の伏見改造によって荘園としての歴史は終わった。秀吉による都市建設の影響は大きく、現在まで残る中世伏見荘の面影は限られたものになっている。

## 伏見宮家と荘民との関係
室町時代、村落の有力な地下侍は、荘園領主伏見宮家の御所侍や荘官などを務めていた。代表的な地侍としては、三木（そうぎ）氏や小川氏が知られている。両氏は京都との繋がりも強く、小川氏の小川禅啓は山名氏、三木氏の三木善理は畠山氏の被官でもあった。彼らは時に将軍や有力大名の威を借り、荘園の領主であった伏見宮家の意向を覆すこともあった。その他に岡氏や内本氏、下野氏、芝氏といった一族も伏見宮家との関係が深かった。
荘官の中で最も中心となったのは政所職であり、年貢徴収や他郷との境相論に主導的に関わっていた。領民（地下人）に対して、領主からの命令伝達も行っている。
また、荘園内にあった村々も、伏見宮家との親疎の度合いは村ごとで異なっていたと考えられている。

## 景観
伏見荘の景観については、『看聞日記』において、その豊かさが多く記されている。荘園の東は丘陵部、西は平野部であり、清水克行によると荘内の船津・くほ・久米村は水田地帯であったと推測されている。また、荘内の船津村は巨椋池に面しており、漁師が多く暮らしていたとされる。
伏見の古絵図として「伏見山寺宮近廻地図大概」と呼ばれる絵図が現存し、中世に作成されたものとして、中世伏見の景観を再現する際に、さかんに利用されていたが、瀬田勝哉によって、同図は近世中期以降に作成されたものであることが明らかにされた。